# 雅虎
雅虎（英語：Yahoo!）是一家美國網際網路服務提供商，品牌旗下知名服務有入口網站、電子信箱、體育以及新聞等服務。目前總部位於加州的森尼韋爾市。由阿波羅全球管理公司管理的投資基金持有90%的股份，威訊通訊持有10%的股份。

## 歷史和发展

### 早期历史（1994年－1996年）
1994年1月，史丹佛大學的两位研究生大衛·費羅和楊致遠創建了一個名為「傑瑞的網絡指南」（Jerry's Guide to the World Wide Web）的網站。傑瑞的網絡指南是一個網站信息引索，一個可定製的資料庫，旨在滿足成千上萬的、剛剛開始通過網際網路社區使用網絡服務的用戶的需要。他們開發了可定制的軟體，幫助他們有效地查找、識別和編輯網際網路上存儲的資料。
1994年3月，「傑瑞的網絡指南」更名為「Yahoo!」，Yahoo的含義是「另一個層次化的、非正式的預言」（Yet Another Hierarchical Officious Oracle），但是大衛·費羅和楊致遠更願意說，他們之所以選擇這個名稱是因為《格列佛遊記 - 「慧駰」國遊記》中Yahoo（耶胡）的解釋，由有著智慧的馬所飼養著，與人類長得一模一樣的牲畜之意。
截至1994年底，Yahoo!已經收到了100萬個點擊，費羅和楊致遠意識到他們的網站擁有巨大的商業潛力，並在1995年3月2日成立了公司。於1996年4月12日，雅虎公司首次公開募股，以每股13美元的價格賣出260萬股，籌資1億3380萬美金。
由于「Yahoo」已经被注册为烤肉酱和刀具（EBSCO工業公司），以及人力船（Old Town Canoe Co.）。因此，为了取得商标权，费罗和杨致远在Yahoo后面加上了感叹号，為公司成立以來的第四代商標。然而，在提及Yahoo!时，感叹号往往被忽略。

### 发展（1997年－1999年）

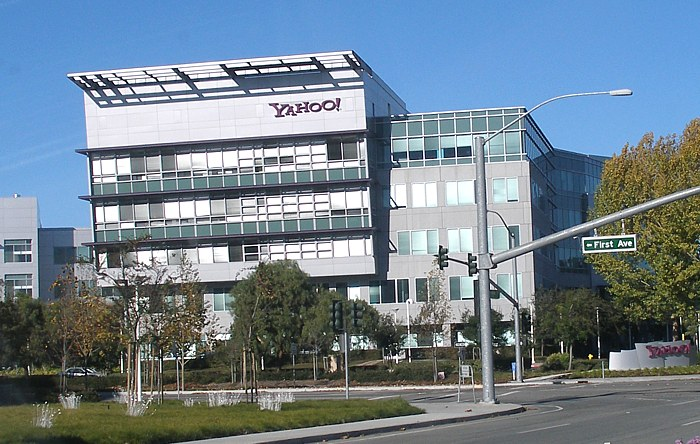
桑尼维尔的Yahoo!总部

如同許多網路搜尋引擎公司，Yahoo!漸漸的發展成入口網站。在1990年代末，Yahoo!、MSN、Lycos、Excite、奇摩站以及其他眾多的入口網站快速的成長，這些入口網站公司藉由併購公司來延伸它們的服務內容，希望能夠增加使用者在網站停留的時間。
1997年10月8日，Yahoo!併購了網路通訊公司Four11，Four11公司的網路信箱服務Rocketmail最終成為了Yahoo!信箱，Yahoo!亦併購ClassicGames.com，也就是Yahoo! Games的前身。之後Yahoo!又相繼於1998年10月12日併購了直銷公司Yoyodyne Entertainment。1999年1月28日斥35.7億美元併購網路寄存服務商GeoCity。2000年6月28日Yahoo!併購了eGroups公司，之後成為了Yahoo! Groups。1998年3月8日，Yahoo!推出即時通訊服務Yahoo! Pager，一年後更名為Yahoo! Messenger。

### 近年（2000年-2016年）
Yahoo! Next是一个展示雅虎新技术、新产品的场所，为雅虎用户提供反馈，帮助雅虎新技术的发展。然而在一度叱吒風雲的雅虎，整個2000年代以來卻不斷從最高點摔落，更精確的說是被谷歌和臉書所淹沒，谷歌和臉書的服務均專注在培養龐大的社群，利用第三方用戶所生產的高質內容優勢成功反超了雅虎，儘管雅虎利用股票併購了許多新興公司，但均未能跟上網路浪潮的變化，使得雅虎的核心事業於2016年被出售給威訊。
- 2001年10月，雅虎台灣收購奇摩站，兩站合併為Yahoo!奇摩。
- 2006年12月13日，Yahoo!奇摩宣布收購無名小站。
- 2009年
  - 5月，商標的色系從紅色變更為紫色，並將商標文字平面化，移除邊框與陰影[16]。
  - 6月，雅虎在北京建立全球研发中心（Yahoo Beijing Global R&D Center）。
- 2012年
  - 5月21日阿里巴巴集團與雅虎達成股權回購協議。阿里巴巴集團將動用63億美金現金和不超過8億美元的新增阿里巴巴集團優先股，回購雅虎所持有的阿里巴巴集團一半股權（即20%）。
  - 5月24日，雅虎發布了自己的瀏覽器：Yahoo! Axis。該瀏覽器包括iPhone、iPad版行動瀏覽器和桌面端Google Chrome、Mozilla Firefox、Microsoft Internet Explorer和Apple Safari等網頁瀏覽器的延伸套件（英语：Browser extension）。
  - 9月18日阿里巴巴集團以71億美元，包括63億美元現金、和不超過8億美元阿里巴巴優先股，向雅虎回購17%股份。此外，阿里巴巴亦向雅虎支付5.5億美元現金，作為修訂技術及知識產權授權協議。而雅虎在交易中，除稅及費用後可穩袋43億美元現金。雅虎仍持有阿里巴巴約23%股份，加上優先股，雅虎持股總值為89億美元。
  - 年底，雅虎公司退出韓國業務。[17]
- 2013年
  - 3月25日，雅虎以3000萬美元收購了應用程式“Summly”，該應用程式是由英國天才少年尼克·達洛伊西奧在15歲開始研發的一個程序，這一交易令他成為世界最年輕富翁的行列。[18]
  - 5月20日，雅虎正式宣布以11億美元現金收購Tumblr。
  - 7月1日，雅虎收購開發運動遊戲程式公司BIGNOGGINS。2013年7月3日，雅虎斥5,000萬美元（約3.9億港元），收購蘋果手機影片應用程式公司Qwiki，和以7,000萬美元收購電子郵件服務商xobni。
  - 7月22日，雅虎耗資11.6億美元現金，向最大股東羅布（Daniel Loeb）旗下對沖基金Third Point手上回購4,000萬股股份，作價每股29.11美元，洛布稅前净賺6.55億美元（約51億港元），回報率達129%，且還未計餘下2,000萬股或相當於2%股權的得益。
  - 8月2日，雅虎收購RockMelt用以強化社群瀏覽。
  - 9月起，全球更換新首頁及第五代識別商標（不包括雅虎日本）[19][20]。
  - 11月12日，雅虎耗資6.4億美元現金收購全球最大的影音廣告交易平台BrightRoll
- 2015年
  - 1月28日，雅虎將成立一間名為SpinCo的獨立公司，負責管理雅虎持有的3.84億股阿里巴巴股份，股份總值達到400億美元。雅虎會向現有股東分派SpinCo的股份。預料分拆將於第四季完成，剝離完成後，美國雅虎將繼續持有雅虎日本35.5%權益，總值約70億元。
  - 3月19日，雅虎宣布将关闭位于北京的全球研发中心，同时裁撤350人。[21]

### 現年（2016年以后）
- 2016年
  - 7月25日，威訊宣布將以44.8億美元現金收購雅虎網際網路業務，並將其納入威訊旗下的美國在線（AOL）。此次交易還包括雅虎搜尋、電郵、即時通訊等核心業務，及部分房地產，但不包括阿里巴巴集團和雅虎日本的股份。[22][23][24]。預計交易完成後，原雅虎經營集團離開網路事業，將會成為一控股公司，並剝離所有資訊業務，更名為「Altaba」名稱取自Alternate與Alibaba的結合，並保留35.5%的雅虎日本股權及15%阿里巴巴集团股權。[25]2017年6月13日，威訊宣布將雅虎公司的網際網路資產整併成一個新的子公司，威訊媒體[26][27]。
  - 9月，雅虎爆發大規模使用者敏感資訊外洩，以及掃描個人電子郵件與美國政府情報單位稜鏡計畫事件。
- 2019年
  - 9月，全球再次更換為第六代識別商標（不包括雅虎日本）[28][29]。
  - 10月，改版上架新Yahoo電子信箱[30]。

- 2021年
  - 5月，威訊通訊將旗下持有雅虎及美國在線（AOL） TechCrunch、Engadget、BUILT BY GIRLS、RYOT Studio、Flurry等媒體資產Oath／威訊媒體，以作價50億美元，售予私募基金阿波羅全球管理公司（Apollo Global Management），威訊無線對此媒體集團仍保留10%股權，交易完成后威訊媒體將改名回「Yahoo」。阿波羅全球管理公司於9月正式公布有關交易。[31]。
  - 11月1日起，雅虎不再对中国大陆的用户提供服务。[32][33][34]

## Altaba公司
2017年6月16日，原Yahoo! Inc. 保留的阿里巴巴集团及雅虎日本股份等資產部份，更名為Altaba公司。在美國證券交易委員會的網站上，他們將這家新公司列為「非多元化、封閉式管理投資公司」。

## 产品服務
- Address Book／通訊錄
- Calendar／行事曆
- Finance／財經
- Flickr／相簿
- Game／遊戲
- Groups
- Mail／電子信箱
- Movie／電影
- Music／音樂
- My Yahoo!
- News／新聞
- Search／搜尋
- Sport／體育
- Toolbar／工具列
- Video／影片
- Weather／天氣
- Yahoo! Axis／瀏覽器

已停用
- Yahoo! KPost
- Answers／問答
- Messenger／即時通訊
- Horoscopes／星座

## 重要事件

### 維基媒體
- 2005年4月7日，維基媒體得到雅虎支持。[36]

### 美國政府監控
2007年和2008年，美國政府曾威脅雅虎：如果雅虎不按照美國國安局（NSA）的棱鏡計畫要求，向其繳交網站的使用者資料，那麼將受到政府每日25萬美元的罰款處罰。2014年9月12日，雅虎官方發表了一份聲明，證實了這份長達1500頁的法庭文件的存在。從這份聲明中可以看出，最終雅虎還是成為向棱鏡計畫提供使用者資料的公司之一。
2016年10月5日，路透社報導雅虎設立特別媒體掃描用戶電郵，並將特定資料提交給美國政府情報單位。

### 向中華人民共和國政府提供用戶信息
2003年9月12日，中國大陸异见人士王小宁用雅虎郵箱向境外投稿，雅虎向中華人民共和國政府提供用戶信息，使王小宁以“煽动颠覆国家政权罪”判处十年徒刑。《北京市高级人民法院刑事裁定书》说，王小宁寄送邮件与文章的电脑资料是经由雅虎香港控股有限公司向北京当局证实的。雅虎公司的这一行为，直接导致王小宁入狱十年。为此雅虎公司后来曾向有关受害人作出经济赔偿。
2005年4月30日，湖南长沙市中级人民法院以“非法向境外提供国家机密罪”判处新闻记者师涛有期徒刑十年。同年6月，湖南省高级人民法院二审维持原判。雅虎香港控股有限公司向中華人民共和國國家安全部提供用戶的個人信息，國安部從而得以確認發送電子郵件者的地址及身份，作為法庭證據指控记者師濤。
雅虎為此向上述兩人家屬賠償並拿出1,739萬美元（下同，約1.35億港元）建立人權基金，協助中國大陸人權受難者，2017年事件又釀風波。8名中華人民共和國異見人士在美國起訴雅虎公司，指雅虎將基金交給吳弘達管理失當，基金被挪用幾空，要求雅虎補償款項，以彰正義。雅虎拒絕回應。

### 微軟計劃收購雅虎
2008年2月1日，微軟宣布计划以每股31美元，总共约446億美元現金和股票，收购雅虎全部已經发行普通股，如果併購成功，這將是繼時代華納併購美國線上（AOL）以來史上第二大併購案。但是雅虎并不满意微软的收购计划，认为低估雅虎的价值。同时雅虎正试图与Google结盟，以此作为微软收购的另外选择。4月5日，微软向雅虎董事会发出公开信，通牒雅虎在三个星期内接受收购。否则，不排除将直接向雅虎股东出价或改选董事会以进行恶意收购。但是到5月初，由于雅虎所坚持的530亿美元的收购价格，又利用Google作出廣告合作，逼使微软最终放弃了收购。6月，雅虎与Google达成一项为期十年的协议，完全终止了与微软的对话。2009年7月29日，微软与雅虎宣布签署一份为期十年的搜索合作协议，授权雅虎使用Bing搜索的核心技术，而两家公司共享广告业务带来的利润。

### 用户资料遭駭客窃取
2016年9月23日，雅虎爆發史上最大規模的駭客入侵事件，全球近五億使用者个人资料泄露。2017年10月3日，已于去年6月收购雅虎的威瑞森通讯（Verizon Communications）宣布，2016年8月发生的雅虎遭黑客入侵事件可能影响全部的30亿用户，而非此前宣布的5亿或10亿用户。威瑞森称被盗信息不包括明文密码、信用卡或银行账户信息，公司正与执法单位密切合作进行调查。

## 中文雅虎
Yahoo!的中文门户网站目前共有2个，包括雅虎香港和Yahoo!奇摩。

### 營運中

#### 雅虎香港
1999年1月28日，雅虎在香港開設分公司及分網站，為香港網絡用家提供地方化服務，及提供多元化的資訊服務，當中包括搜尋、電郵、新聞、財經、知識+、團購等。

#### Yahoo!奇摩
Yahoo!奇摩為雅虎在台灣的分公司及分站，辦公室位於台北。其前身雅虎台灣，成立於1999年1月；而奇摩站（KIMO）則是於1997年8月開站，原為精誠資訊的網站部門，由精誠總經理盧大為主導，是台灣第一個商業化網際網路入口搜尋網站。

### 結束營運

#### 中國雅虎
- 2003年底，雅虎以1.2亿美金买下中国公司3721，并聘请该公司创始人周鸿祎任中国区总裁。
- 2004年秋天，一搜网(yisou.com)在周鸿祎的带领下成立。一搜网的搜索技术主要来自于美国雅虎总部。
- 2005年8月，周鸿祎从雅虎离职。同时，8月11日，雅虎宣布投资10亿美元于阿里巴巴集團，阿里巴巴集團全面收购雅虎中国，雅虎中国成为阿里巴巴集團旗下网站。周鸿祎离职后创办了360安全公司。
- 2006年，雅虎中国与周鸿祎刚刚创办的360公司陷入纠纷。360公司开发的360安全卫士认定雅虎助手是流氓软件。同时360公司声称雅虎助手恶意干扰其产品360卫士正常运行。[57]
- 2007年5月15日，雅虎中国宣布正式更名为中国雅虎。
- 2008年6月4日，中国雅虎宣布与口碑网合并，更名为雅虎口碑网。
- 2009年1月4日，中国雅虎正式放弃发展3721和雅虎助手的业务
- 2009年8月21日，口碑網注入淘寶網，中国雅虎回归门户风格，專注于互联网基础应用，如资讯、邮箱、搜索等服务。此外，中國雅虎持有阿里巴巴集團23%股份。
- 2013年1月20日，中国雅虎關閉中國大陸的雅虎音樂服務。
- 2013年3月，阿里巴巴集团计划将“中国雅虎”归还给美国雅虎。
- 2013年8月19日，中国雅虎邮箱于2013年8月19日停止服务（中文用户会被提醒替换成同用户名的阿里云邮箱，英语用户则会被推荐注册其他用户名以“yahoo.com”，“ymail.com”，“rocketmail.com”等域名结尾的邮箱）。
- 2013年8月31日，中国雅虎在首页刊登公告称，基于2012年阿里巴巴集团和雅虎美国的协议，中国雅虎于9月1日不再提供资讯及社区服务。中国雅虎原有团队将转做阿里集团公益项目。这意味着，中国雅虎旗下的主要业务都将停止运作。中国雅虎的搜索服务在其后的数月时间内依然被保留，但现在中国雅虎的所有页面（包括搜索服务）都已經被自动跳转至新加坡雅虎的搜索页面（原跳转至阿里公益的“天天正能量”），至此中国雅虎的所有服务都已經停止。
- 2021年11月1日，雅虎在中国大陆关闭所有业务，用户将无法从中国大陆使用 Yahoo 的产品与服务。使用yahoo.com登入网站则会显示停止运营的公告，并以英语、简体中文和繁体中文分别展示。

### 雅虎北京研发中心
雅虎北京全球研发中心是雅虎在全球的三个研发中心之一。鼎盛时期有全职研究员、工程师近400人。该研发中心于2015年3月18日计划关闭，于2015年4月底前完成所有员工的遣散或转岗。

## 外部連結
- Yahoo.com（英文）
- Yahoo!公司里程碑（英文）
- 世界Yahoo!一覽（英文）
- Jerry and Dave's Excellent Venture - a video documentary about the beginnings of Yahoo! （英文）
- Y!購物中心每日好康的Facebook專頁
- Yahoo!奇摩的Facebook專頁
- Y!超級商城的Facebook專頁